# Dapanoptera auroatra
Dapanoptera auroatra är en tvåvingeart som först beskrevs av Walker 1864.  Dapanoptera auroatra ingår i släktet Dapanoptera och familjen småharkrankar. Inga underarter finns listade i Catalogue of Life.